# Smaltimotej
Smaltimotej (Phleum subulatum) är en gräsart som först beskrevs av Gaetano Savi, och fick sitt nu gällande namn av Paul Friedrich August Ascherson och Karl Otto Robert Peter Paul Graebner. Enligt Catalogue of Life ingår Smaltimotej i släktet timotejer och familjen gräs, men enligt Dyntaxa är tillhörigheten istället släktet timotejer och familjen gräs. Arten förekommer tillfälligt i Sverige, men reproducerar sig inte. Inga underarter finns listade i Catalogue of Life.